# Marco Emilio Regillo
Marco Emilio Regillo (in latino Marcus Aemilius Regillus; ... – 205 a.C.) è stato un politico romano.

## Biografia
Regillo fu eletto pretore urbano nel 217 a.C. ed era un flamen Martialis (lo storico romano Tito Livio scrive flamen Quirinalis, probabilmente per errore). Nel 215 a.C., durante la riunione dei comizi centuriati presieduta dal console suffetto Fabio Massimo e riunita per eleggere i consoli dell'anno seguente, furono votati per la carica Regillo e Tito Otacilio Crasso, collega di Regillo nella pretura del 217 a.C. Fabio Massimo, però, fermò le elezioni e, richiamando il popolo all'attenzione sulle gravi situazioni di guerra, fece eleggere sé stesso e Marco Claudio Marcello, generali più esperti e pronti a una nuova guerra contro Annibale; Regillo era inoltre anche flamen, e gli era quindi proibito di lasciare Roma. Regillo morì nel 205 a.C. e il suo incarico di flamen fu preso da Tito Veturio Filone.
Regillo ebbe due figli: Lucio, pretore nel 190 a.C. e vincitore della battaglia di Mionesso, e Marco.